# Pławo (Stalowa Wola)
Pławo – część miasta i osiedle w Stalowej Woli. Położone na lewym brzegu rzeki San, na wzniesieniu 179 m n.p.m., stromo spadającym w stronę Sanu. Leży na południowy wschód od obecnego centrum miasta, pomiędzy Alejami Jana Pawła II, ul. Komisji Edukacji Narodowej, ul. Wałową, ul. Ks. J. Popiełuszki oraz ul. Józefa Poniatowskiego. Jest to jedna z najstarszych części miasta.

## Historia
Pierwsze historyczne wzmianki o osadzie pochodzą z pierwszej połowy piętnastego wieku. Pod koniec piętnastego wieku Pławo zaliczane było do wsi królewskich. Według kronikarza Jana Długosza wioska liczyła 17 osadników, 2 komorników, 2 rzemieślników, 2 biednych komorników, 5 osadników sołtyskich i 2 myśliwych.
Pławo było jedną z najstarszych wsi nad dolnym Sanem, do której należały przysiółki Chyły, Ciemny Kąt, Krzyżowe Drogi, Swoły oraz Zasanie z Sudołami (należącymi dziś do Pysznicy) położonymi na prawym brzegu Sanu.
Mieszkańcy osady trudnili się głównie flisactwem, na skarpie nad rzeką San zbudowali przystanek flisacki, pływali po Sanie, Wiśle, Bugu, Narwi i Prypeci. Pławo posiadało w herbie dwa wiosła.
Po rozbiorze polski w 1772 roku, Pławo weszło w skład tzw. "klucza niżańskiego". "Klucz niżański" wielokrotnie przechodził z rąk do rąk. W latach 1837-1867 dobra te stanowiły prywatną własność baronów Richenbachów. Następnie przeszły w posiadanie magnackiej rodziny Resinger. Podczas pierwszej wojny światowej kupił go Maksymilian Franck.
W II RP, wieś i gmina jednostkowa w powiecie niżańskim, w woј. lwowskim. W 1934 w nowo utworzonej zbiorowej gminie Nisko, gdzie tworzyło gromadę. 11 lutego 1939 powstającemu na terenie gromady Pławo osiedlu dla pracowników Zakładów Południowych (łącznie z terenem fabrycznym) nadano nazwę Stalowa Wola. Z Pława oraz jego przysiółków wykształciła się obecna Stalowa Wola. Podczas II wojny światowej w gminie Nisko w powiecie jarosławskim w dystrykcie krakowskim (Generalne Gubernatorstwo). Liczyło wtedy 2748 mieszkańców. Podczas II wojny światowej Niemcy wyodrębnili z Pława Stalową Wolę, liczącą już wtedy 6471 mieszkańców. Zmianę tę władze polskie zatwierdziły w 1946 roku, z mocą obowiązującą od 1 kwietnia 1945
Po II wojnie ponownie w powiecie niżańskim w gminie Nisko, w województwie rzeszowskim.1 lipca 1953, Pławo wraz z przysiółkami zostało włączone do Stalowej Woli w związku z podniesieniem jej do statusu miasta na prawach powiatu i jako administracyjnie osobna miejscowość przestało istnieć.
Centrum dawnej wsi Pławo są obecnie tereny pomiędzy Aleją Jana Pawła II i ul. Józefa Poniatowskiego. Obecnie po wsi pozostało kilka starych domów, kapliczek, gdzieniegdzie stary drzewostan i nieliczne ślady sieci dawnych uliczek.